# Spice (album)
Spice là album phòng thu đầu tay của nhóm nhạc nữ Anh quốc Spice Girls, phát hành ngày 19 tháng 9 năm 1996 bởi Virgin Records. Được thu âm từ năm 1995 đến năm 1996 tại London, nhóm đồng sáng tác tất cả các bài hát và hợp tác với những nhà sản xuất như Matt Rowe, Eliot Kennedy và Richard Stannard, bên cạnh đội sản xuất Absolute. Trong quá trình thực hiện, Spice Girls trải qua nhiều mâu thuẫn về định hướng phát triển với công ty quản lý Heart Management, trước khi họ rời đi và mời Simon Fuller làm người quản lý. Spice là một bản thu âm pop kết hợp với phong cách âm nhạc dance, R&B và hip hop, trong đó nội dung ca từ chủ yếu đề cập đến nữ quyền, tình bạn và những mối quan hệ tình cảm. Album theo đuổi thông điệp về Sức mạnh thiếu nữ, và sự cường điệu xung quanh nhóm đã được so sánh với Beatlemania. Đây được xem như một trong những tác phẩm giúp dòng nhạc teen pop phổ biến trở lại, mở đường cho làn sóng những nghệ sĩ trẻ vào cuối thập niên 1990.
Sau khi phát hành, Spice nhận được những phản ứng trái chiều từ các nhà phê bình âm nhạc, những người đánh giá cao thành quả sản xuất nhưng cũng cho rằng phong cách Spice Girls đang theo đuổi là thiếu chiều sâu. Tuy nhiên, album vẫn gặt hái nhiều giải thưởng và đề cử tại những lễ trao giải lớn, bao gồm chiến thắng tại giải thưởng Âm nhạc Billboard năm 1997 cho Album Billboard 200 hàng đầu và giải thưởng Âm nhạc Mỹ năm 1998 cho Album Pop/Rock được yêu thích. Spice cũng gặt hái những thành công vang dội về mặt thương mại, đứng đầu các bảng xếp hạng tại hơn 17 quốc gia, bao gồm những thị trường lớn như Canada, Pháp, Tây Ban Nha, Thụy Sĩ và Vương quốc Anh. Album đạt vị trí số một trên bảng xếp hạng Billboard 200 tại Hoa Kỳ trong năm tuần không liên tiếp, trở thành album quán quân duy nhất của Spice Girls và là album bán chạy nhất năm 1997 tại đây. Spice sau đó được chứng nhận bảy đĩa Bạch kim bởi Hiệp hội Công nghiệp Ghi âm Hoa Kỳ (RIAA), công nhận lượng đĩa xuất xưởng đạt bảy triệu bản.
Bốn đĩa đơn đã được phát hành từ Spice, và giúp Spice Girls trở thành nghệ sĩ đầu tiên trong lịch sử có bốn đĩa đơn đầu tay đều đạt ngôi vị quán quân tại Vương quốc Anh. Đĩa đơn đầu tiên "Wannabe" thống trị các bảng xếp hạng ở 31 quốc gia, và là một trong những đĩa đơn bán chạy nhất mọi thời đại. Hai đĩa đơn tiếp theo "Say You'll Be There" và "2 Become 1" lọt vào top 10 ở nhiều thị trường lớn, trong đó "2 Become 1" trở thành đĩa đơn quán quân mùa Giáng sinh đầu tiên của nhóm tại Vương quốc Anh. "Mama" và "Who Do You Think You Are" được phát hành làm đĩa đơn mặt A-đôi, với "Who Do You Think You Are" là đĩa đơn chính thức của tổ chức từ thiện Comic Relief năm 1997. Để quảng bá album, nhóm trình diễn trên nhiều chương trình truyền hình và lễ trao giải lớn, như Saturday Night Live, Top of the Pops, giải Brit năm 1997 và Giải Video âm nhạc của MTV năm 1997. Spice đã bán được hơn 23 triệu bản trên toàn thế giới, trở thành album bán chạy nhất của nhóm nhạc nữ và là một trong những album bán chạy nhất mọi thời đại.

## Danh sách bài hát
| Spice – Phiên bản tiêu chuẩn | Spice – Phiên bản tiêu chuẩn | Spice – Phiên bản tiêu chuẩn | Spice – Phiên bản tiêu chuẩn     | Spice – Phiên bản tiêu chuẩn |
| STT                          | Nhan đề                      | Sáng tác | Sản xuất                         | Thời lượng                   |
| ---------------------------- | ---------------------------- | --- | -------------------------------- | ---------------------------- |
| 1.                           | "Wannabe"                    | Spice Girls Richard Stannard Matt Rowe | Stannard Rowe                    | 2:53                         |
| 2.                           | "Say You'll Be There"        | Spice Girls Eliot Kennedy | Absolute                         | 3:55                         |
| 3.                           | "2 Become 1"                 | Spice Girls Stannard Rowe | Stannard Rowe Andy Bradfield [a] | 4:01                         |
| 4.                           | "Love Thing"                 | Spice Girls Kennedy Cary Bayliss | Absolute Bradfield [a]           | 3:38                         |
| 5.                           | "Last Time Lover"            | Spice Girls Andy Watkins Paul Wilson | Absolute                         | 4:11                         |
| 6.                           | "Mama"                       | Spice Girls Stannard Rowe | Stannard Rowe                    | 5:04                         |
| 7.                           | "Who Do You Think You Are"   | Spice Girls Watkins Wilson | Absolute                         | 4:00                         |
| 8.                           | "Something Kinda Funny"      | Spice Girls Watkins Wilson | Absolute                         | 4:05                         |
| 9.                           | "Naked"                      | Spice Girls Watkins Wilson | Absolute                         | 4:25                         |
| 10.                          | "If U Can't Dance"           | Spice Girls Stannard Rowe Bootsy Collins George Clinton Walter Morrison Gregory Jacobs James Castor [c] Johnny Pruitt [c] Gerald Thomas [c] | Stannard Rowe                    | 3:48                         |
| Tổng thời lượng:             | Tổng thời lượng:             | Tổng thời lượng: | Tổng thời lượng:                 | 39:56                        |

| Spice – Phiên bản tại Châu Mỹ Latinh (bản nhạc bổ sung) | Spice – Phiên bản tại Châu Mỹ Latinh (bản nhạc bổ sung) | Spice – Phiên bản tại Châu Mỹ Latinh (bản nhạc bổ sung) | Spice – Phiên bản tại Châu Mỹ Latinh (bản nhạc bổ sung) | Spice – Phiên bản tại Châu Mỹ Latinh (bản nhạc bổ sung) |
| STT                                                     | Nhan đề                                                 | Sáng tác                                                | Sản xuất                                                | Thời lượng                                              |
| ------------------------------------------------------- | ------------------------------------------------------- | ------------------------------------------------------- | ------------------------------------------------------- | ------------------------------------------------------- |
| 11.                                                     | "Seremos 1 los 2" (2 Become 1 – bản tiếng Tây Ban Nha)  | Spice Girls Stannard Rowe Nacho Mañó                    | Stannard Rowe Bradfield [a]                             | 4:05                                                    |
| Tổng thời lượng:                                        | Tổng thời lượng:                                        | Tổng thời lượng:                                        | Tổng thời lượng:                                        | 44:01                                                   |

| Spice – Phiên bản tái phát hành tại Colombia (bản nhạc bổ sung) | Spice – Phiên bản tái phát hành tại Colombia (bản nhạc bổ sung) | Spice – Phiên bản tái phát hành tại Colombia (bản nhạc bổ sung) | Spice – Phiên bản tái phát hành tại Colombia (bản nhạc bổ sung) | Spice – Phiên bản tái phát hành tại Colombia (bản nhạc bổ sung) |
| STT                                                             | Nhan đề                                                         | Sáng tác                                                        | Sản xuất                                                        | Thời lượng                                                      |
| --------------------------------------------------------------- | --------------------------------------------------------------- | --------------------------------------------------------------- | --------------------------------------------------------------- | --------------------------------------------------------------- |
| 11.                                                             | "Wannabe" (dance mix)                                           | Spice Girls Stannard Rowe                                       | Stannard Rowe Junior Vasquez [b]                                | 5:57                                                            |
| Tổng thời lượng:                                                | Tổng thời lượng:                                                | Tổng thời lượng:                                                | Tổng thời lượng:                                                | 45:53                                                           |

| Spice – Phiên bản kỷ niệm 25 năm (Đĩa 2) | Spice – Phiên bản kỷ niệm 25 năm (Đĩa 2)    | Spice – Phiên bản kỷ niệm 25 năm (Đĩa 2)                                                   | Spice – Phiên bản kỷ niệm 25 năm (Đĩa 2) | Spice – Phiên bản kỷ niệm 25 năm (Đĩa 2) |
| STT                                      | Nhan đề                                     | Sáng tác                                                                                   | Sản xuất                                 | Thời lượng                               |
| ---------------------------------------- | ------------------------------------------- | ------------------------------------------------------------------------------------------ | ---------------------------------------- | ---------------------------------------- |
| 1.                                       | "Wannabe" (Dave Way alternative mix)        | Spice Girls Stannard Rowe                                                                  | Stannard Rowe                            | 3:25                                     |
| 2.                                       | "Say You'll Be There" (7-inch radio mix)    | Spice Girls Kennedy                                                                        | Kennedy                                  | 4:09                                     |
| 3.                                       | "2 Become 1" (bản giao hưởng)               | Spice Girls Stannard Rowe                                                                  | Stannard Rowe Andy Bradfield [a]         | 4:05                                     |
| 4.                                       | "Mama" (Biffco mix)                         | Spice Girls Stannard Rowe                                                                  | Stannard Rowe                            | 5:49                                     |
| 5.                                       | "Love Thing" (12-inch unlimited groove mix) | Spice Girls Kennedy Bayliss                                                                | Absolute Bradfield [a]                   | 6:25                                     |
| 6.                                       | "Take Me Home"                              | Spice Girls Watkins Wilson                                                                 | Absolute                                 | 4:07                                     |
| 7.                                       | "Last Time Lover" (bản thu nháp)            | Spice Girls Watkins Wilson                                                                 | Absolute                                 | 4:05                                     |
| 8.                                       | "Feed Your Love"                            | Spice Girls Stannard Rowe                                                                  | Stannard Rowe                            | 5:13                                     |
| 9.                                       | "If U Can't Dance" (bản thu nháp)           | Spice Girls Stannard Rowe Collins Clinton Morrison Jacobs Castor [c] Pruitt [c] Thomas [c] | Stannard Rowe                            | 3:36                                     |
| 10.                                      | "Who Do You Think You Are" (bản thu nháp)   | Spice Girls Watkins Wilson                                                                 | Absolute                                 | 3:49                                     |
| 11.                                      | "One of These Girls"                        | Spice Girls Watkins Wilson                                                                 | Absolute                                 | 3:33                                     |
| 12.                                      | "Shall We Say Goodbye Then?"                |                                                                                            |                                          | 0:53                                     |
| Tổng thời lượng:                         | Tổng thời lượng:                            | Tổng thời lượng:                                                                           | Tổng thời lượng:                         | 48:32                                    |

Ghi chú
- "If U Can't Dance" chứa một đoạn nhạc mẫu từ "The Humpty Dance" do Bootsy Collins, George Clinton, William Morrison và Gregory Jacobs sáng tác, thể hiện bởi Digital Underground.
- "2 Become 1" bị loại khỏi phiên bản tại Hồng Kông của album.
- Phiên bản kỷ niệm 25 năm của album, phát hành năm 2021, bao gồm phiên bản đĩa đơn của "2 Become 1" làm bản nhạc thứ ba của album, thay vì phiên bản album gốc.
- ^[a]  nghĩa là sản xuất bổ sung
- ^[b]  nghĩa là người phối lại
- ^[c]  Mặc dù không được ghi nhận là nhạc sĩ của "If U Can't Dance" trong phần ghi chú của album, James Castor, Johnny Pruitt và Gerald Thomas được liệt kê là nhạc sĩ của bài hát trên ASCAP và BMI.[8][9]

## Xếp hạng
| Bảng xếp hạng (1996–1997)                | Vị trí cao nhất |
| ---------------------------------------- | --------------- |
| Album Úc (ARIA)                          | 3               |
| Album Áo (Ö3 Austria)                    | 1               |
| Album Bỉ (Ultratop Vlaanderen)           | 1               |
| Album Bỉ (Ultratop Wallonie)             | 1               |
| Canada (RPM)                             | 1               |
| Album Canada (Billboard)                 | 1               |
| Album Cộng hòa Séc (ČNS IFPI)            | 2               |
| Album Đan Mạch (Hitlisten)               | 2               |
| Album Hà Lan (Album Top 100)             | 1               |
| Album Châu Âu (Music & Media)            | 1               |
| Album Phần Lan (Suomen virallinen lista) | 4               |
| Album Pháp (SNEP)                        | 1               |
| Album Đức (Offizielle Top 100)           | 6               |
| Album Hy Lạp (IFPI)                      | 3               |
| Album Hungaria (MAHASZ)                  | 10              |
| Album Iceland (Tónlist)                  | 1               |
| Album Ireland (IRMA)                     | 1               |
| Album Ý (FIMI)                           | 2               |
| Album Nhật Bản (Oricon)                  | 7               |
| Album Malaysia (RIM)                     | 7               |
| Album New Zealand (RMNZ)                 | 1               |
| Album Na Uy (VG-lista)                   | 1               |
| Album Bồ Đào Nha (AFP)                   | 1               |
| Album Scotland (OCC)                     | 1               |
| Album Tây Ban Nha (AFYVE)                | 1               |
| Album Thụy Điển (Sverigetopplistan)      | 1               |
| Album Thụy Sĩ (Schweizer Hitparade)      | 5               |
| Album Đài Loan Quốc tế (IFPI)            | 2               |
| Album Anh Quốc (OCC)                     | 1               |
| Album Hoa Kỳ Billboard 200               | 1               |
| Album Zimbabwe (ZIMA)                    | 1               |

| Bảng xếp hạng (1996)                | Vị trí |
| ----------------------------------- | ------ |
| Album Châu Âu (Music & Media)       | 59     |
| Album Pháp (SNEP)                   | 23     |
| Album Nhật Bản (Oricon)             | 79     |
| Album Thụy Điển (Sverigetopplistan) | 29     |
| Album Anh Quốc (OCC)                | 2      |
| Bảng xếp hạng (1997)                | Vị trí |
| Album Úc (ARIA)                     | 4      |
| Album Áo (Ö3 Austria)               | 8      |
| Album Bỉ (Ultratop Flanders)        | 3      |
| Album Bỉ (Ultratop Wallonia)        | 10     |
| Album Đan Mạch (Hitlisten)          | 6      |
| Album Hà Lan (Album Top 100)        | 2      |
| Album Châu Âu (Music & Media)       | 1      |
| Album Pháp (SNEP)                   | 5      |
| Album Đức (Offizielle Top 100)      | 15     |
| Album Ý (Hit Parade)                | 7      |
| Album New Zealand (RMNZ)            | 2      |
| Album Na Uy (VG-lista)              | 11     |
| Album Ba Lan (ZPAV)                 | 8      |
| Album Bồ Đào Nha (AFP)              | 3      |
| Album Thụy Điển (Sverigetopplistan) | 8      |
| Album Thụy Sĩ (Schweizer Hitparade) | 4      |
| Album Anh Quốc (OCC)                | 3      |
| Hoa Kỳ Billboard 200                | 1      |
| Bảng xếp hạng (1998)                | Vị trí |
| Album Úc (ARIA)                     | 38     |
| Album Bỉ (Ultratop Flanders)        | 76     |
| Album Bỉ (Ultratop Wallonia)        | 94     |
| Album Canada (RPM)                  | 26     |
| Album Canada (SoundScan)            | 33     |
| Album Hà Lan (Album Top 100)        | 65     |
| Album Anh Quốc (OCC)                | 113    |
| Hoa Kỳ Billboard 200                | 25     |

| Bảng xếp hạng (1990–99) | Vị trí |
| ----------------------- | ------ |
| Album Anh Quốc (OCC)    | 3      |
| Hoa Kỳ Billboard 200    | 19     |

| Bảng xếp hạng                  | Vị trí |
| ------------------------------ | ------ |
| Album Ireland Nghệ sĩ Nữ (OCC) | 32     |
| Album Anh Quốc (OCC)           | 29     |
| Album Anh Quốc (Nữ) (OCC)      | 8      |
| Hoa Kỳ Billboard 200           | 49     |
| Hoa Kỳ Billboard 200 (Nữ)      | 17     |

## Chứng nhận
| Quốc gia | Chứng nhận   | Số đơn vị/doanh số chứng nhận |
| --- | ------------ | ----------------------------- |
| Argentina (CAPIF) | 2× Bạch kim  | 140,000                       |
| Úc (ARIA) | 6× Bạch kim  | 420.000^                      |
| Áo (IFPI Áo) | Bạch kim     | 50.000*                       |
| Bỉ (BEA) | 3× Bạch kim  | 150.000*                      |
| Brasil (Pro-Música Brasil) | 2× Bạch kim  | 500.000*                      |
| Canada (Music Canada) | Kim cương    | 1,300,000                     |
| Đan Mạch (IFPI Đan Mạch) | 6× Bạch kim  | 120.000‡                      |
| Phần Lan (Musiikkituottajat) | Bạch kim     | 76,375                        |
| Pháp (SNEP) | Kim cương    | 1.000.000*                    |
| Đức (BVMI) | 3× Vàng      | 750.000^                      |
| Hồng Kông (IFPI Hồng Kông) | Bạch kim     | 20.000*                       |
| Ý (FIMI) | 4× Bạch kim  | 400.000*                      |
| Nhật Bản (RIAJ) | 2× Bạch kim  | 718,432                       |
| México (AMPROFON) | Vàng         | 100.000^                      |
| Hà Lan (NVPI) | 3× Bạch kim  | 300.000^                      |
| New Zealand (RMNZ) | Bạch kim     | 15.000^                       |
| Na Uy (IFPI) | 2× Bạch kim  | 100.000*                      |
| Ba Lan (ZPAV) | 2× Bạch kim  | 200.000*                      |
| Tây Ban Nha (PROMUSICAE) | 10× Bạch kim | 1,000,000                     |
| Thụy Điển (GLF) | 2× Bạch kim  | 160.000^                      |
| Thụy Sĩ (IFPI) | 2× Bạch kim  | 100.000^                      |
| Anh Quốc (BPI) | 10× Bạch kim | 3,022,090                     |
| Hoa Kỳ (RIAA) | 7× Bạch kim  | 7,500,000                     |
| Tổng hợp |              |                               |
| Châu Âu (IFPI) | 8× Bạch kim  | 8.000.000*                    |
| Toàn cầu | —            | 23,000,000                    |
| * Chứng nhận dựa theo doanh số tiêu thụ. ^ Chứng nhận dựa theo doanh số nhập hàng. ‡ Chứng nhận dựa theo doanh số tiêu thụ và phát trực tuyến. |              |                               |

## Lịch sử phát hành
| Khu vực        | Ngày                 | Định dạng                                  | Phiên bản  | Hãng đĩa        | Ct.             |
| -------------- | -------------------- | ------------------------------------------ | ---------- | --------------- | --------------- |
| Nhật Bản       | 19 tháng 9 năm 1996  | CD                                         | Tiêu chuẩn | EMI Music Japan | [ 107 ]         |
| Vương quốc Anh | 4 tháng 11 năm 1996  | CD LP cassette                             | Tiêu chuẩn | Virgin          | [ 108 ] [ 109 ] |
| Canada         | 10 tháng 12 năm 1996 | CD                                         | Tiêu chuẩn | Virgin          | [ 110 ]         |
| Hoa Kỳ         | 4 tháng 2 năm 1997   | CD cassette                                | Tiêu chuẩn | Virgin          | [ 111 ] [ 112 ] |
| Hoa Kỳ         | 1 tháng 4 năm 1997   | LP                                         | Tiêu chuẩn | Virgin          | [ 113 ]         |
| Vương quốc Anh | 21 tháng 10 năm 2016 | LP                                         | Tái bản    | UMC             | [ 114 ]         |
| Various        | 29 tháng 10 năm 2021 | CD LP cassette tải nhạc số phát trực tuyến | Spice25    | UMC EMI         | [ 115 ]         |